# Cráton do Congo

Localização aproximada do cráton no Mesoproterozoico (acima de 1,3 Ga) entre América do Sul e África.

O cráton do Congo, por vezes chamado de Cráton São Francisco-Congo, é um antigo cráton que, junto a outros quatro (cráton do Kalahari - composto pelos menores Kaapvaal e Zimbabwe - Tanzânia, África Ocidental e o metacráton do Saara), compõem o moderno continente africano. Formaram-se no período aproximado entre 3 600 a 2 000 milhões de anos atrás, sendo tectonicamente estáveis desde então. Todos esses crátons estão circundados por cinturões mais jovens, formados entre 2 000 milhões e 300 milhões de anos.
O cráton, parte da litosfera continental que não são deformadas ao longo do tempo, do Congo ocupa grande parte da região central do sul da África, que se estende desde a região de Kasai na República Democrática do Congo até o Sudão e Angola, e ainda parte de países como Gabão, Camarões e República Centro-Africana. 
No Brasil foi denominada de faixa Araçuaí a região limítrofe da região formada na Orogênese Brasiliana no paleocontinente de Gondwana ocidental. Essa região, em estudos de geomagnetismo, teve comprovada a ligação entre o Cráton São Francisco e a região ocidental do Congo.